# Abdij Saint-Michel de Cuxa

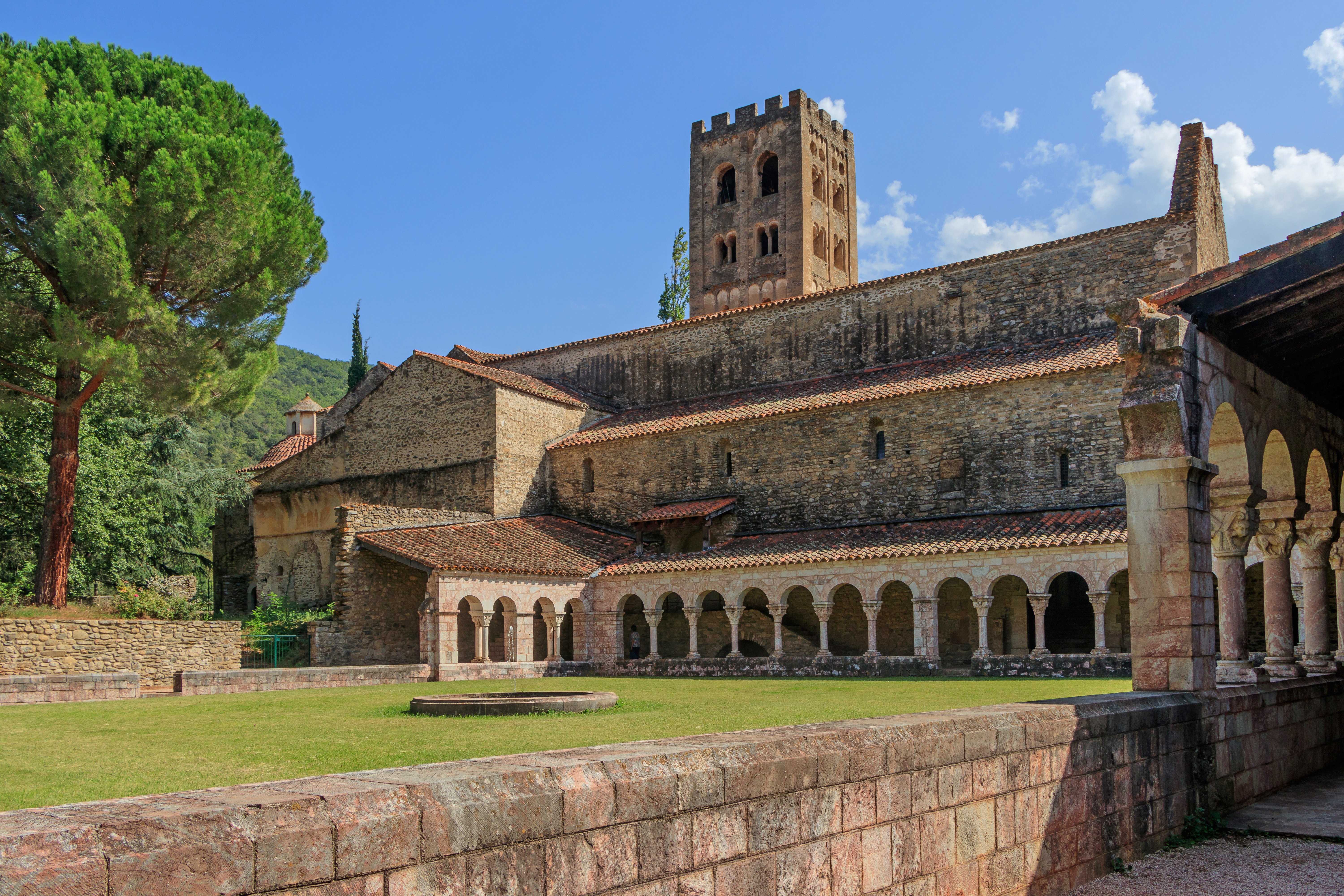
Deels bewaarde kloostergang

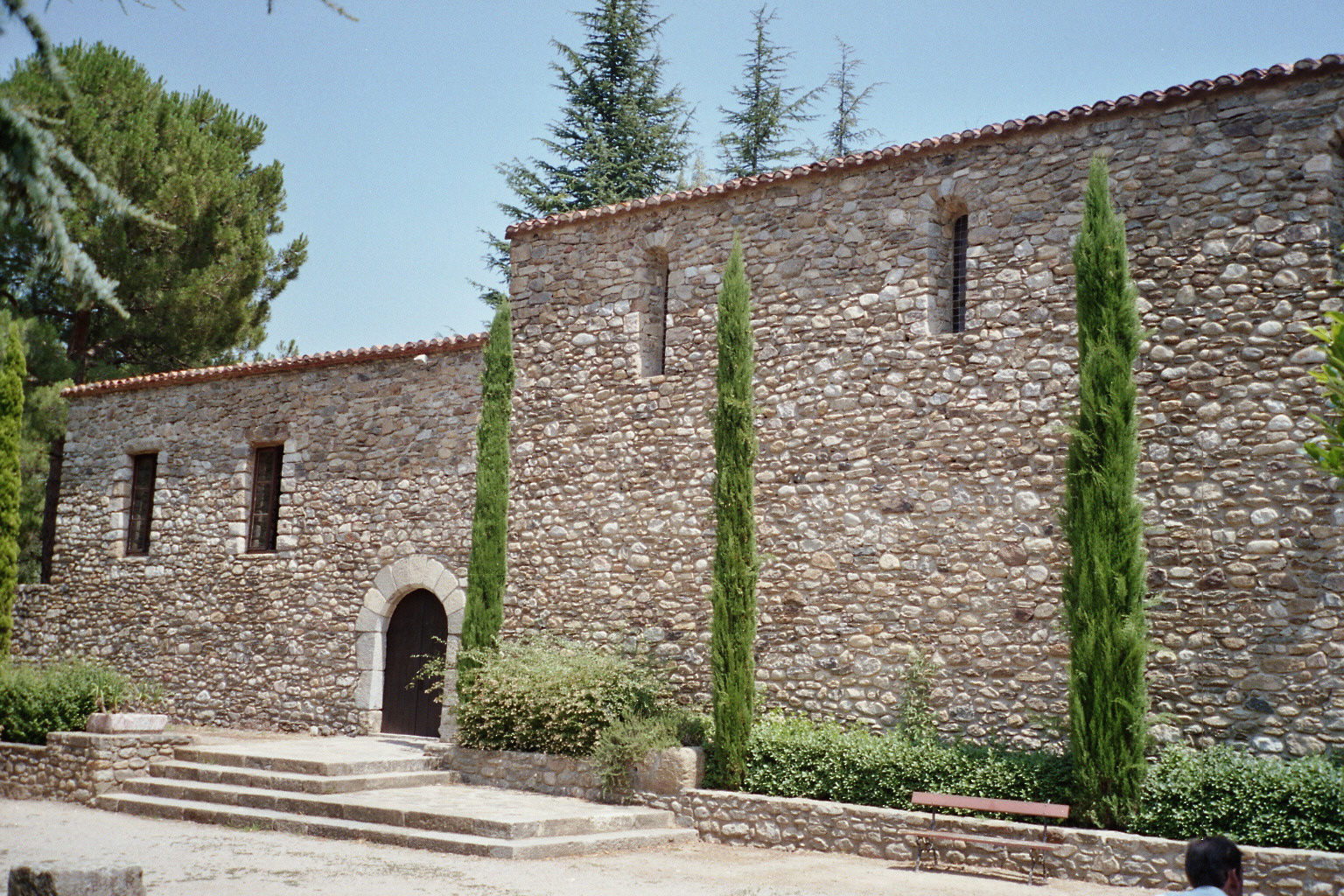
Ingang van de abdij

De abdij Saint-Michel de Cuxa (Catalaans: Sant Miquel de Cuixà), is een voormalige benedictijnse abdij aan de voet van de Pic du Canigou in de gemeente Codalet, aan de Franse kant van de Pyreneeën.

## Geschiedenis
De abdij Saint-Michel de Cuxa komt voort uit de iets hoger gelegen abdij Sant Andreu d'Eixalada. In de herfst van 878 veroorzaakte een plotselinge stijging van de rivier de Têt (als gevolg van stortbuien) een overstroming, die het klooster, direct gelegen naast de bedding van de rivier, met zich meenam. De 35 monniken die de overstroming overleefden vluchtten naar Cuixà, waar zich een kerk bevond. De eigenaar van deze kerk was de geestelijke Protasius. In 879 richtten zij tezamen een nieuw klooster op deze plek op, Saint-Germain de Cuxa of Sant Germà de Cuixà, en Protasius werd de eerste abt. Een belangrijke abt uit de 10e eeuw was Guarin, die verschillende benedictijner abdijen leidde en het vertrouwen genoot van het Karolingische hof.
Dankzij giften van de graven van Cerdagne groeide de abdij snel. De abdij had bezittingen in Cerdagne, Roussillon en Conflent. Rond 940 besloot graaf Sunifred van Cerdagne een nieuwe kerk te bouwen ter ere van de aartsengel Michaël (in het Catalaans Sant Miquel). Deze kerk werd ingewijd in 975. Vanaf dit moment staat het klooster bekend onder de naam Sant Miquel de Cuixà. De heilige Pietro I Orseolo verbleef in de 10e eeuw enige tijd in de abdij en werd ook begraven in de abdijkerk.
Het grote klooster werd gebouwd in de 12e eeuw onder abt Grégoire en in de 13e eeuw kreeg de abdij een hospitaal.
Tegen de 17e eeuw was de tucht in de abdij erg verslapt. Pogingen om deze tucht te herstellen mislukten. In 1790 toen de abdij werd opgeheven, waren er maar zeven monniken meer. In 1793 werden de laatste monniken verjaagd en werd de abdij verkocht.
In 1919 vestigden zich cisterciënzers uit Spanje in de abdij.
Tijdens de franquistische dictatuur (1939-1975) werd het klooster een belangrijk toevluchtsoord voor intellectuelen en geestelijken uit Catalonië, van waaruit de weerstand tegen de dictatuur georganiseerd werd, onder meer door de gevluchte monnik Aureli Argemí i Roca, gewezen secretaris van de door Franco verbannen abt van de abdij van Montserrat Aureli Maria Escarré i Jané.

## Gebouwen
Van de middeleeuwse abdij zijn enkel de abdijkerk en het abtenpaleis bewaard.
De abdijkerk uit de 10e eeuw werd sterk uitgebreid in de 11e eeuw onder abt Oliba van Cerdagne. Hij liet twee torens bouwen en de ondergrondse kerk van Notre Dame de la Crèche. Ook verfraaide hij het interieur. Onder prior Bernard de Cardonna in de 16e eeuw kreeg de kerk een nieuw marmeren altaar.
Na de Franse Revolutie en de verkoop van de abdij zijn veel kostbaarheden uit de abdijkerk verkocht en verspreid geraakt. Een van de twee torens en een gewelf van de kerk zijn ingestort en de ondergrondse kerk werd gevuld met puin.
Delen van het klooster werden in 1907 gekocht door de Amerikaan George Grey Barnard en geschonken aan het Metropolitan Museum. Het werd afgebroken en heropgebouwd in New York als onderdeel van The Cloisters.